# 佩恩鎮區 (明尼蘇達州麥克萊德縣)
佩恩鎮區（英語：Penn Township）是位於美國明尼蘇達州麥克萊德縣的一個行政鎮區，得名自賓夕法尼亞州的建立者威廉·佩恩（William Penn）。

## 地方資料
佩恩鎮區的面積為93.47平方千米，當中陸地面積為89.76平方千米，而水域面積為3.70平方千米。根據2020年美國人口普查的數據，當地共有人口322人，而人口密度為每平方千米3.44人。